# Pierre Milman
Pierre D. Milman (russisch Пьер Давидович Мильман), geboren 1945 in Odessa, ist ein russischstämmiger kanadischer Mathematiker, der sich mit algebraischer Geometrie und Differentialgeometrie beschäftigt.
Milman ist der Sohn des ukrainisch-israelischen Mathematikers David Milman. Er machte 1967 seinen Mathematik-Abschluss an der Lomonossow-Universität und war dann mehrere Jahre an physikalischen Instituten in Moskau. 1975 promovierte er an der Universität Tel Aviv und ging im selben Jahr an die Universität Toronto, wo er in den 1980er Jahren Forschungsmathematiker (unterstützt von der NSERC) war und ab 1986 Professor. Er war Gastprofessor und Gastwissenschaftler unter anderem in Japan, Australien, am Max-Planck-Institut für Mathematik, dem Weizmann-Institut und am IHES.
Milman gelang mit Edward Bierstone eine wesentliche Vereinfachung des Beweises der Auflösung von Singularitäten über Körpern der Charakteristik 0 von Heisuke Hironaka, dessen Beweis von 1964 als sehr kompliziert und undurchsichtig galt. Zusätzlich war ihr Beweis effektiv (algorithmisch). An der Vereinfachung und Analyse dieses Beweises waren ab den 1990er Jahren auch weltweit andere Mathematiker beteiligt, auch in Hinblick darauf, dass das entsprechende Problem in beliebiger Charakteristik noch weitgehend offen ist.
Mit Bierstone und Wieslaw Pawłucki trug er 2003 auch zur Lösung eines Problems von Hassler Whitney über die Erweiterung differenzierbarer Funktionen bei, das dann von Charles Fefferman gelöst wurde.
Seit 1997 ist er Mitglied der Royal Society von Kanada. 2005 erhielt er mit Bierstone den Jeffery-Williams-Preis.
Sein Bruder Vitali Milman ist Mathematik-Professor an der Universität Tel Aviv.

## Verweise
1. ↑  Edward Bierstone, Pierre Milman: A simple constructive proof of canonical resolution of singularities in Teo Mora, Carlo Traverso (Hrsg.): Effective methods in algebraic geometry, Birkhäuser, Boston 1991, S. 11–30 (englisch)
2. ↑  Charles Fefferman: Whitney’s extension problems and interpolation of data, Bulletin of the AMS 46, 2009, S. 207–220 (englisch)

| Personendaten    | Personendaten                                  |
| ---------------- | ---------------------------------------------- |
| NAME             | Milman, Pierre                                 |
| ALTERNATIVNAMEN  | Milman, Pierre D.; Мильман, Пьер Д. (russisch) |
| KURZBESCHREIBUNG | kanadischer Mathematiker                       |
| GEBURTSDATUM     | 1945                                           |
| GEBURTSORT       | Odessa                                         |